# Саади, Рамон
Рамон Эдуардо Саади Кубас (исп. Ramón Eduardo Saadi Cubas, 6 февраля 1949, Сан-Фернандо-дель-Валье-де-Катамарка — 8 февраля 2023) — аргентинский государственный деятель, губернатор Катамарки (1983—1987 и 1988—1991), сенатор (1987—1988, 2003—2009), член Палаты депутатов (1991—2003).

## Биография
Сын Висенте Саади (1913—1988), аргентинского политика сирийского происхождения, сенатора (1946—1949, 1973—1976 и 1983—1987).
Окончил юридический факультет Университета Буэнос-Айреса (1977). Президент молодёжной организации Перонистской партии в провинции Катамарка, с 1982 года редактор газеты La Voz.
В 1983 году избран губернатором Катамарки. В 1987 году сложил полномочия в связи с истечением срока и был избран сенатором (на губернаторском посту его сменил отец, Висенте Саади).
Когда Саади-старший умер в июле 1988 года, снова стал губернатором. Смещён с должности 28 апреля 1991 года в связи с изнасилованием и убийством 15-летней Марии Соледад Моралес, которое совершили два юноши — сыновья его приближённых.
Несмотря на это, в сентябре того же года был избран в Палату депутатов, в которой пробыл 3 срока — до 2003 года. С 2003 по 10 декабря 2009 года сенатор.
Умер 9 февраля 2023 года в возрасте 74 лет.
Жена — Пилар Кент де Саади (Pilar Kent de Saadi), сенатор. Сын — Хулиан (1983 г. р.).